# Chorisodontium luridum
Chorisodontium luridum är en bladmossart som beskrevs av E. B. Bartram i Annales Botanici Societatis Zoologicæ-Botanicæ Fennicæ “Vanamo” 1937. Chorisodontium luridum ingår i släktet Chorisodontium och familjen Dicranaceae. Inga underarter finns listade i Catalogue of Life.